# Imbabura (tỉnh)

Bản đồ tỉnh Imbabura ở Ecuador.

Imbabura là một tỉnh của Ecuador. Tỉnh lỵ là Ibarra. Dân tiỉh này nói tiếng Quechua Imbabura.
Tỉnh được chia ra 6 tổng.
Tổng (thủ phủ)
1. Antonio Ante (Atuntaqui)
2. Cotacachi (Cotacachi)
3. Ibarra (Ibarra)
4. Otavalo (Otavalo)
5. Pimampiro (Pimampiro)
6. San Miguel de Urcuquí (Urcuquí)

Núi lửa Imbabura nằm ở tỉnh này. Núi này cao 4609m.